# Armadillidium bensei
Armadillidium bensei är en kräftdjursart som beskrevs av Helmut Schmalfuss 2006. Armadillidium bensei ingår i släktet Armadillidium och familjen klotgråsuggor. Inga underarter finns listade i Catalogue of Life.